# هيئة الموسيقى
هيئة الموسيقى هي هيئة حكومية سعودية تأسست في فبراير 2020، ومقرها في العاصمة الرياض.

## الأهداف
تهدف الهيئة لتأسيس صناعة احترافية للفنون الموسيقية، وتوفير التراخيص للأنشطة ذات العلاقة، كما تسعى لإنشاء قاعدة بيانات لقطاع الموسيقى في السعودية.

## مجلس الإدارة
تمتد عضوية مجلس الإدارة لثلاث سنوات قابلة للتجديد، على أن يعقد اجتماعاته أربع مرات في العام أو كلما دعت الحاجة. ويتولى المجلس إصدار القرارات اللازمة لتحقيق أهداف الهيئة، وفق صلاحياته، ويشرف على تنفيذ استراتيجياتها، ويقر السياسات المتعلقة بنشاطها، واللوائح والأنظمة والإجراءات الداخلية والفنية وجميع الخطط والبرامج التي تسير أعمالها.
في 19 يوليو 2020 م، أعلنت وزارة الثقافة عن تشكيل مجلس إدارة هيئة الموسيقى برئاسة صاحب السمو الأمير بدر بن عبد الله بن فرحان وزير الثقافة، ومعالي نائب وزير الثقافة الأستاذ حامد بن محمد فايز عضواً ونائباً لرئيس المجلس، وعضوية كل من صاحب السمو الملكي الأمير بدر بن عبد المحسن، والدكتور باري إيف، والدكتور جوزيف بوليسي، ونزار بن هاشم ناقرو، ومحمد بن عبد الله الملحم.
في نوفمبر 2022 عين باول باسيفيكو رئيساً تنفيذياً لهيئة الموسيقى خلفاً لسطان البازعي.

## الاستراتيجية
في ديسمبر 2021، أطلقت هيئة الموسيقى استراتيجيتها لتطوير القطاع الموسيقي، التي تهدف إلى تطوير منظومة القطاع الموسيقي المحلّي، ودعم الممارسين فيه وتمكينهم.

## البرامج
| البرنامج                  | التاريخ       | عن البرنامج |
| ------------------------- | ------------- | --- |
| كلوك                      | 3 يونيو 2023  | يهدف البرنامج إلى تحديد مهارات الممارسين الإبداعية وترجمتها إلى مهارات مهنية معتمدة. |
| الثقافة الموسيقية         | 16 مايو 2022  | يهدف البرنامج إلى نشاط لاصفّي بمسمّى "الثقافة الموسيقية" بالتعاون مع وزارة التعليم، حيث يقدّم محتوىً إثرائياً على منصة مدرستي التابعة لوزارة التعليم بهدف إكساب الطلاب المهتمين فكرة واضحة عن الموسيقى، ومهارات كتابة النوتة الموسيقية، والتعرف على أساليب فنانين عالميين، إضافة إلى القدرة على التفريق بين الأنماط الموسيقية الشعبية بالمملكة، والتعرف على الآلات الموسيقية. |
| تأهيل معلمات رياض الأطفال | 2 أغسطس 2023  | يهدف البرنامج إلى تطوير كفاءاتهن، وبناء مهاراتهن المعرفية والأدائية المرتبطة بتنفيذ الأنشطة الموسيقية الموجهة للأطفال، من خلال التعرّف على خصائص الصوت والمصطلحات المرتبطة به؛ لبناء شخصية الطفل، وتكوين الذائقة الجمالية لديه. |
| مَوجة                      | 17 يوليو 2023 | يهدف البرنامج إلى تمكين المجتمع الموسيقي السعودي، ودعم المواهب الناشئة. |
| طروق السعودية             | 18 مايو 2025  | أعلنت هيئة الموسيقى، إطلاق المرحلة الثالثة من برنامج "طروق السعودية" لصون الموروث الموسيقي السعودي، من خلال حصر وتوثيق علمي متكامل يتضمن خمسة فنون موسيقية في المنطقتين الشرقية والغربية، وهي: فن الصوت، وفن الصهبة، وفن الدانات، وفن الينبعاوي، وفن المجس. |
|                           | يونيو 2025    | أعلنت هيئة الموسيقى عن إطلاق البرنامج الصيفي الأول من نوعه في السعودية لتعليم البيانو، بالشراكة مع الفنان العالمي لانغ لانغ، وذلك في المركز السعودي للموسيقى بمدينة الرياض، ابتداء من 29 يونيو 2025 ولمدة شهر. |

## الفعاليات
| الفعاليات                                                | التاريخ        | عن الفعالية |
| -------------------------------------------------------- | -------------- | --- |
| روائع الأوركسترا السعودية في طوكيو                       | 22 نوفمبر 2024 | أقامت هيئة الموسيقى حفل موسيقي في طوكيو، على مسرح "طوكيو أوبرا سيتي" بمشاركة 100 مؤدٍ وموسيقي من الأوركسترا والكورال الوطني السعودي، قدموا فيه عزف متناغم لميدلي الإنمي باللحن السعودي، كما قدموا عزف افتتاحية العلا من تأليف عمر خيرت، واختتم الحفل بأداء مشترك للأوركسترا السعودية مع أكاديمية أوركسترا جامعة طوكيو للموسيقى.                                                                                  |
| روائع الأوركسترا السعودية في لندن                        | 28 سبتمبر 2024 | أقامت هيئتا الموسيقى والمسرح والفنون الأدائية حفل موسيقى في لندن بمسرح سنتر هول وستمنستر بمشاركة 100 مؤدٍ وموسيقي من الأوركسترا والكورال السعودي. قدمت الأوركسترا السعودية 3 ألوان من التراث الغنائي السعودي وهي: السامري والينبعاوي وفن الربش، وأدت أغنية "Roiling in the Deep" للفنانة أديل باللون السعودي، واختتم الحفل بتعاون وأداء مشترك للأوركسترا السعودية مع الأوركسترا الفلهارمونية الملكية البريطانية. |
| ليالي الطرب والغناء بالفصحى                              | 12 أكتوبر 2023 | تهدف الفعالية إلى الاحتفاء باللغة العربية الفصحى وتراثها الشعري. |
| روائع الأوركسترا والكورال الوطني السعودي بمهرجان البحرين | 8 أكتوبر 2023  | شاركت الأوركسترا والكورال الوطني السعودي، ضمن مهرجان البحرين الدولي 32، نتيجة لرغبة جمهور المهرجان بمشاهدة الأداء المباشر للفرقة. |
| مهرجان كيكون                                             | 6 أكتوبر 2023  | يُعد هذا المهرجان أحد أكبر المهرجانات الثقافية الكورية، حيث يُسلط المهرجانُ الضوءَ على الثقافة الكورية في مجالاتٍ متعددة مثل الموسيقى، والأزياء، والأكل، والمشروبات، والأفلام، وغيرها من المجالات الثقافية. |
| طروق كرة القدم السعودية                                  | 27 سبتمبر 2023 | تهدف الفعالية إلى المحافظة على التراث الإنشادي وتوثيق أهازيج أندية كرة القدم السعودية، ضمن معايير منظمة الأمم المتحدة للتربية والعلم والثقافة (اليونسكو). |
| جمعية مهنية للموسيقى                                     | 26 سبتمبر 2023 | تأسيس أول جمعية مهنية للموسيقى برئاسة الموسيقار ممدوح سيف ومقرها الرياض، حيث تهدف الجمعية إلى قيادة قطاع الموسيقى نحو الإبداع والتميز والاستدامة، واستقطاب ومساندة المهنيين وتوفير البرامج التدريبية والأدوات والمعارف اللازمة، وتقديم الخدمات المساندة المستدامة وتكريم المنجزات الفنية وتسهيل طرق التواصل بين المهنيين.                                                                                       |
| روائع الأوركسترا السعودية في نيويورك                     | 19 سبتمبر 2023 | نظمت هيئة الموسيقى بمشاركة هيئة المسرح والفنون الأدائية، الحفل الموسيقي "روائع الأوركسترا السعودية" على مسرح دار الأوبرا متروبوليتان في مركز لينكولن بمدينة نيويورك في الولايات المتحدة الأمريكية، بمشاركة 80 موسيقياً من فرقة الأوركسترا والكورال الوطني السعودي. |
| روائع الأوركسترا السعودية في المكسيك                     | 14 يونيو 2023  | شاركت الأوركسترا والكورال الوطني السعودي في حفل موسيقي على المسرح الوطني بعاصمة الولايات المتحدة المكسيكية "مكسيكو سيتي". بمشاركة 33 عازف، و39 مغنٍ، و40 مؤدٍ، قدموا خلاله عرض موسيقي من التراث الغنائي السعودي مثل: الدانة، والينبعاوي، والرايح، السامري، والخبيتي، وفن الخطوة، واختتم العرض بأداء الأوركسترا والكورال السعودي لأغنية مكسيكية.                                                                   |
| المؤتمر السنوي A2IM إندي ويك (A2IM Indie Week)           | 12 يونيو 2023  | يشارك بهذه الفعالية موسيقيين من مختلف دول العالم، حيث تهدف مشاركة الهيئة لتسليط الضوء على وجه من أوجه المشهد الموسيقي السعودي. |
| مسابقة صوت السعودية                                      | 12 أكتوبر 2022 | هي مسابقة موسيقية عالمية في منصة "تيك توك" بعنوان "صوت السعودية"، من أجل خلق مجال تنافسي، يعزز من حضور الموسيقى السعودية في منصة اجتماعية دولية، ويسمح للمواهب الشابة باستعراض مهاراتها وقدراتها الموسيقية والغنائية؛ وتمكين المواهب الموسيقية المحلية. |
| روائع الأوركسترا السعودية في باريس                       | 7 أكتوبر 2022  | شاركت الأوركسترا والكورال الوطني السعودي في حفل موسيقي في قاعة "دو شاتليه" في باريس مع الأوركسترا الفرنسية الفيلهارمونية، بمشاركة 22 عازف و40 مغني، قدمت الأوركسترا الفرنسية عزف منفرد لمقطوعة "مدينة جدة" لمؤلفها الإيطالي برناردي، وعزف منفرد لأغاني فلكلورية سعودية لمختلف الفنون الشعبية كـالمجرور والمزمار والخبيتي والسامري. وعزف وغناء ميدلي لأشهر الأغاني السعودية.                                     |

## التدريب الموسيقي
- في الثامن والعشرين من ديسمبر عام 2020 أعلن وزير الثقافة الأمير بدر بن عبد الله بن فرحان عن إصدار أول رخصتين للتدريب الموسيقي في السعودية.[26]
- في سبتمبر 2022 أعلنت هيئة الموسيقى إطلاق الأكاديمية الافتراضية لتعليم الموسيقى، وهي أول أكاديمية افتراضية للموسيقى عالمياً تتاح للطلاب في جميع أنحاء السعودية والعالم؛ وتهدف للتدريب على الآلات العربية والغربية عبر منهجيات تعلّم متنوعة.[27]

### بيت العود
يُعد المعهد أحد معاهد "بيت العود" المنتشرة في أكثر من دولة عربية، حيث أنشأته هيئة الموسيقى، بالتعاون مع بيت العود العربي، لغرض تقديم فرص تعليمية للطلاب الموهوبين بالموسيقى.

## وصلات خارجية
- الموقع الرسمي